# Procambarus zihuateutlensis
Procambarus zihuateutlensis är en kräftdjursart som beskrevs av Villalobos 1950. Procambarus zihuateutlensis ingår i släktet Procambarus och familjen Cambaridae. IUCN kategoriserar arten globalt som starkt hotad. Inga underarter finns listade i Catalogue of Life.